# Jerk à Istanbul
Pour plus de détails, voir Fiche technique et Distribution.
Jerk à Istanbul est un film franco-italien réalisé par Francis Rigaud et sorti en 1967.

## Synopsis
Vincent et Grégoire ont l'habitude de jouer ensemble au tiercé chaque dimanche. La chance finit par leur sourire. Chargé d'encaisser l'importante somme ainsi gagnée, Grégoire s'enfuit avec le pactole. Vincent se lance à sa poursuite jusqu'à Istanbul.

## Fiche technique
- Titre : Jerk à Istanbul
- Autre titre : Les Baroudeurs
- Réalisateur : Francis Rigaud
- Scénario : Francis Rigaud et Claude Viriot
- Photographie : Maurice Fellous
- Décors : Louis Le Barbenchon
- Musique : Gérard Calvi
- Son : Robert Beauchamp
- Montage : Michelle David
- Production : Fono Roma - Golden Film - Impex Films - Les Films Jacques Leitienne
- Pays de production :  France |  Italie
- Genre : Film dramatique, Thriller
- Durée : 85 minutes
- Date de sortie : France - 23 juin 1967

## Distribution
- Michel Constantin : Vincent
- Jean-François Poron : Grégoire
- Anny Duperey : Apolline
- Pierre Richard (homonyme à ne pas confondre avec l'acteur né en 1934) : Samos
- Ugo Pagliai : Luigi, homme de main de Samos
- Alfredo Zammi : Ralph, homme de main de Samos
- Yves Gabrielli : Youri, homme de main de Samos
- Artemis Matsas (voix de Serge Sauvion) : Mustapha, le patron de l’hôtel
- Nathalie Courval (créditée Nathalie Bonnemason) : Nicole, la secrétaire
- Carole Serrero : Monique, la petite amie de Grégoire à Paris
- Gisèle Grimm : la voyageuse à Orly
- Florence Giorgetti : l'entraineuse au bar
- Viviane Lanz : la veuve grecque